# Luddklöver
Luddklöver (Trifolium angustifolium) är en ärtväxtart som beskrevs av Carl von Linné. Enligt Catalogue of Life ingår Luddklöver i släktet klövrar och familjen ärtväxter, men enligt Dyntaxa är tillhörigheten istället släktet klövrar och familjen ärtväxter. Arten förekommer tillfälligt i Sverige, men reproducerar sig inte. Inga underarter finns listade i Catalogue of Life.
Arten förekommer kring Medelhavet i norra Afrika och södra Europa samt fram till Iran. Den växer i låglandet och i kulliga områden upp till 600 meter över havet. Örten ingår i ängar, stäpper och buskskogar. Den är en ettårig växt. Luddklöver introducerades i flera regioner över hela världen.
För beståndet är inga hot kända. IUCN kategoriserar arten globalt som livskraftig.
Kronbladen är skära.

## Bildgalleri

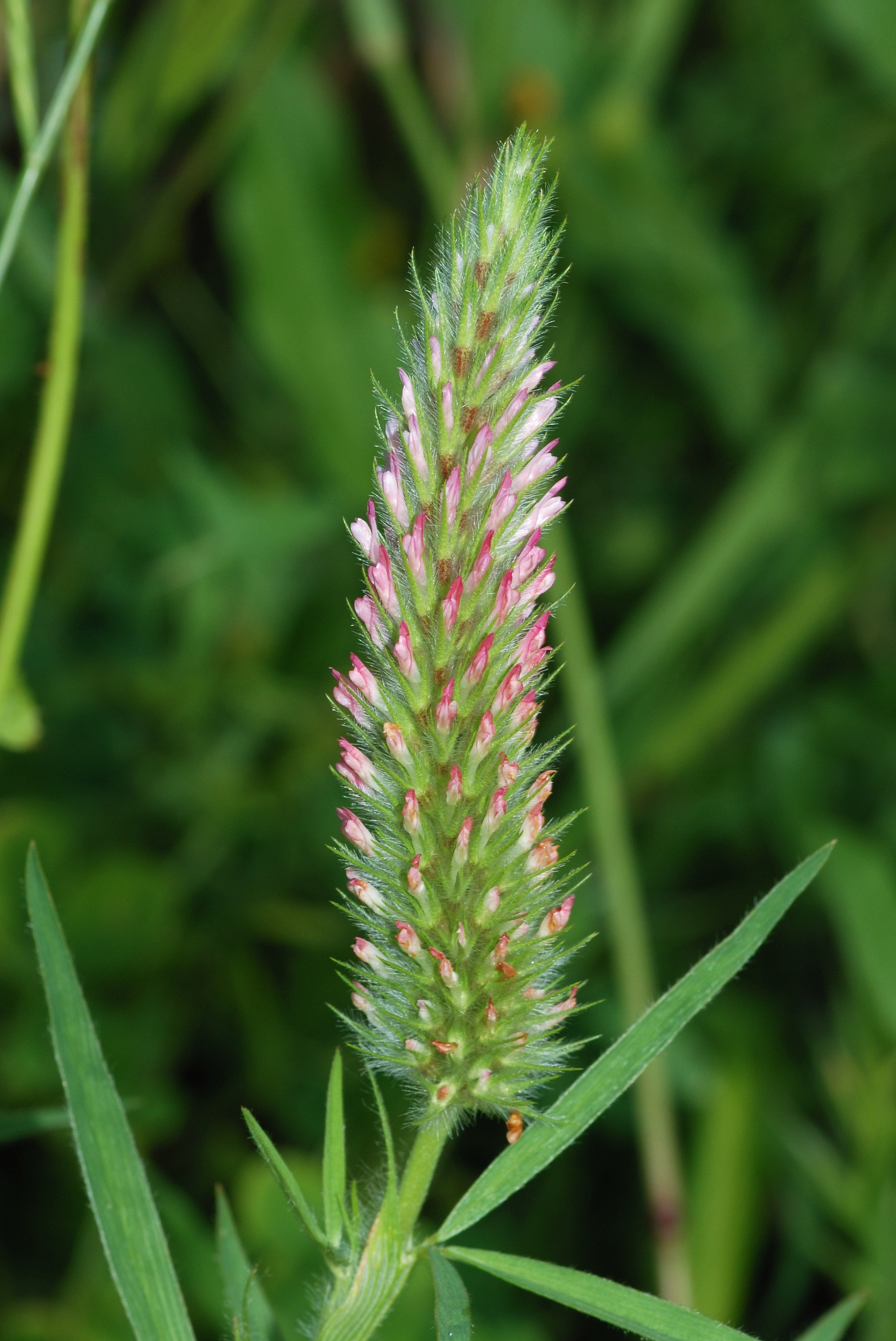
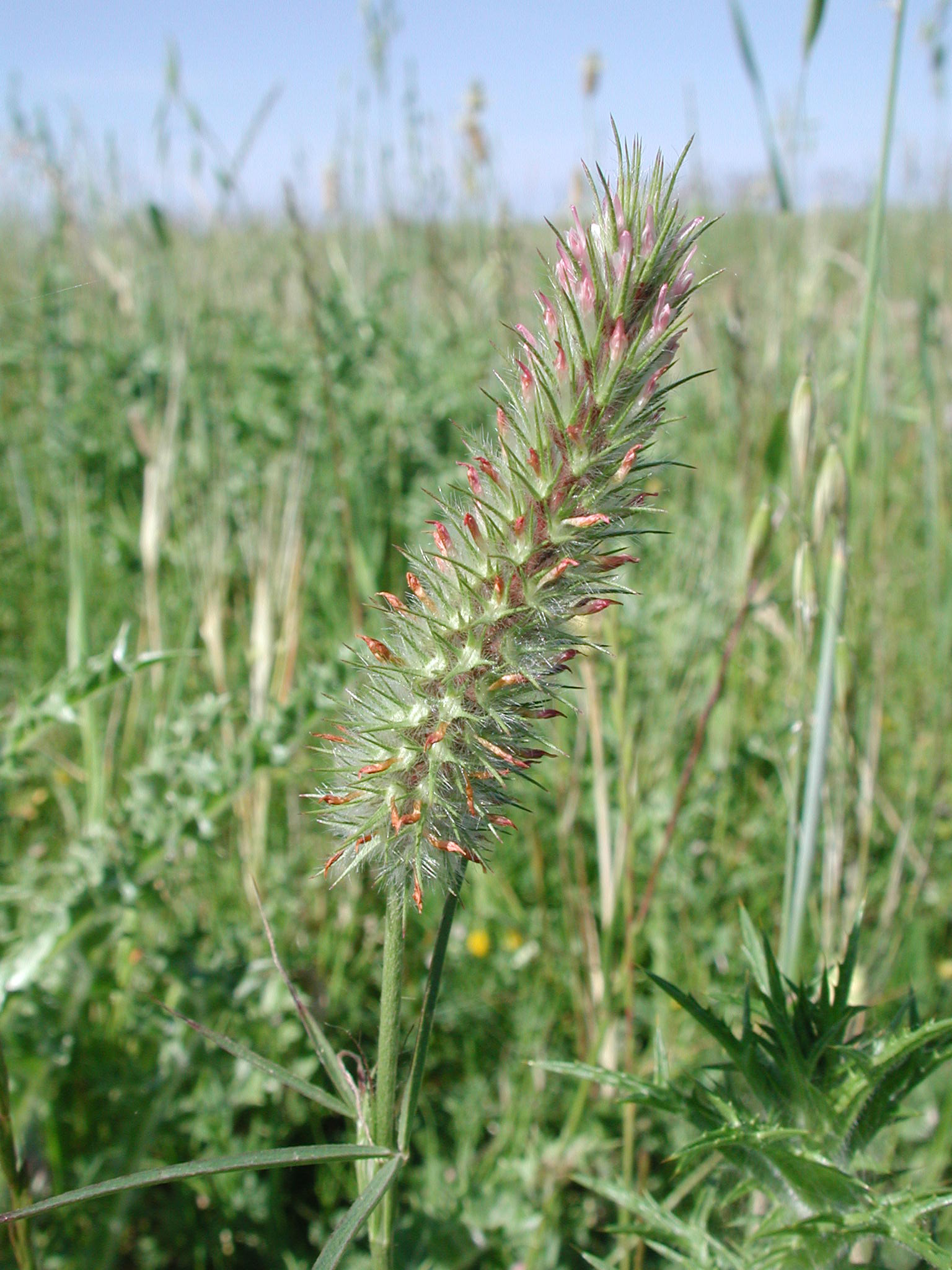
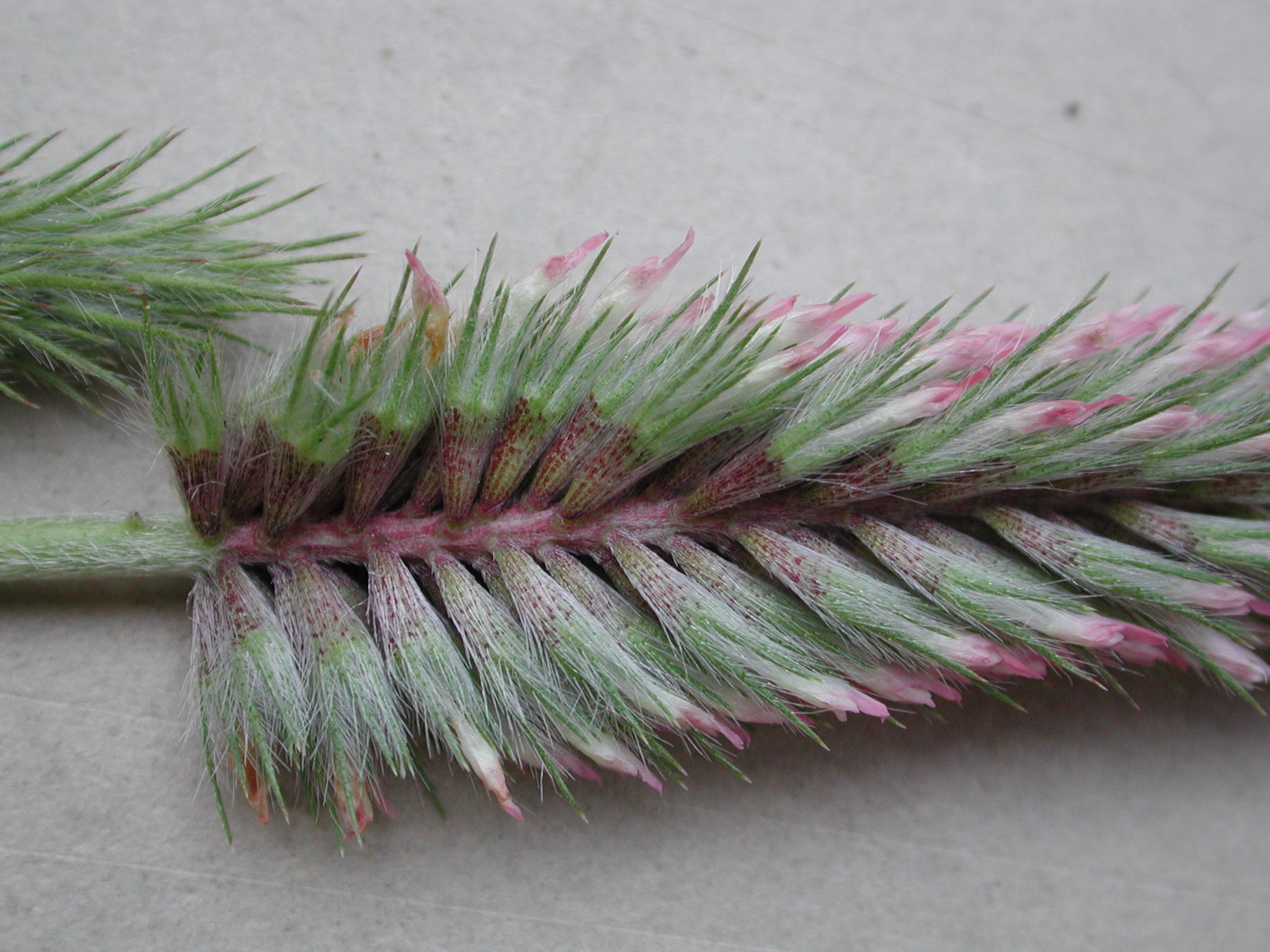